# Leskea capillaris
Leskea capillaris là một loài Rêu trong họ Leskeaceae. Loài này được Hedw. mô tả khoa học đầu tiên năm 1801.